# 博博-乌斯蒙·巴图罗夫
博博-乌斯蒙·巴图罗夫（1994年11月16日—），乌兹别克斯坦男子拳击运动员，2018年亚洲运动会男子69公斤级金牌得主、2019年世界拳击锦标赛男子69公斤级铜牌得主。